# Armando Guebuza
Armando Emílio Guebuza (født 20. januar 1943) er en politiker fra Mozambique, der var Mozambiques præsident fra 2005 til 2015. Han var FRELIMO's kandidat i valget i december 2004, som han vandt med 63,7% af stemmerne. Han blev taget i ed 2. februar 2005. Internationale observatører i valget kritiserede det faktum at den nationale valgkommition (CNE) ikke klarede at gennemføre et retfærdigt og oversigtligt valg. De nævnene en række mangler ved valgautoriteterne som det styrende parti FRELIMO trak nytte af.
Guebuza er et tidligere medlem af partiets politibureau og tjente i en kort periode som del af det ti medlemmer store kollektive statsoverhoved efter Samora Machels uventede dødsfald i 1986.
Guebuza blev født i det nordlige Mozambique. Han sluttede sig til FRELIMO i en alder af 20 år, kort tid efter at det startede Mozambiques uafhængighedskrig mod Portugal. Inden uafhængigheden blev opnået i 1975, var Guebuza blevet en vigtig general og leder i FRELIMO. Han blev indenrigsminister i Machel-regeringen og gav ordre om at tvinge portugisiske indbyggere til at forlade landet inden 24 timer, kendt som 24 20-ordren på grund af, at indbyggerne blev begrænset til at tage med sig 20 kg med bagage. I løbet af 1980'erne udviklede Guebuza et upopulært program kendt som operation produktion hvor arbejdsløse mennesker fra de urbane områderne blev flyttet til de nordlige delene af landet. Efter Machels død i et flystyrt i Sydafrika, blev han del af en komité som efterforskede omstændighederne omkring styrtet, men som ikke fandt en endelig konklusion. Han repræsenterede FRELIMO i fredsforhandlingene med RENAMO-guerillaen, som førte til fredsaftalen i Rom, som blev underskrevet i 1994.
Efter Joaquim Chissanos socialistiske økonomiske politik blev opgivet, som førte til privatisering af statsselskaber, blev Guebuza en vellykket og rig forretningsmand, særligt indenfor byggebranchen, eksport og fiskeindustrien.
Han blev valgt som FRELIMO's præsidentkandidat i 2002 efter en hård intern kamp i partiet. Han blev generalsekretær i partiet samme år.